# 百利保控股

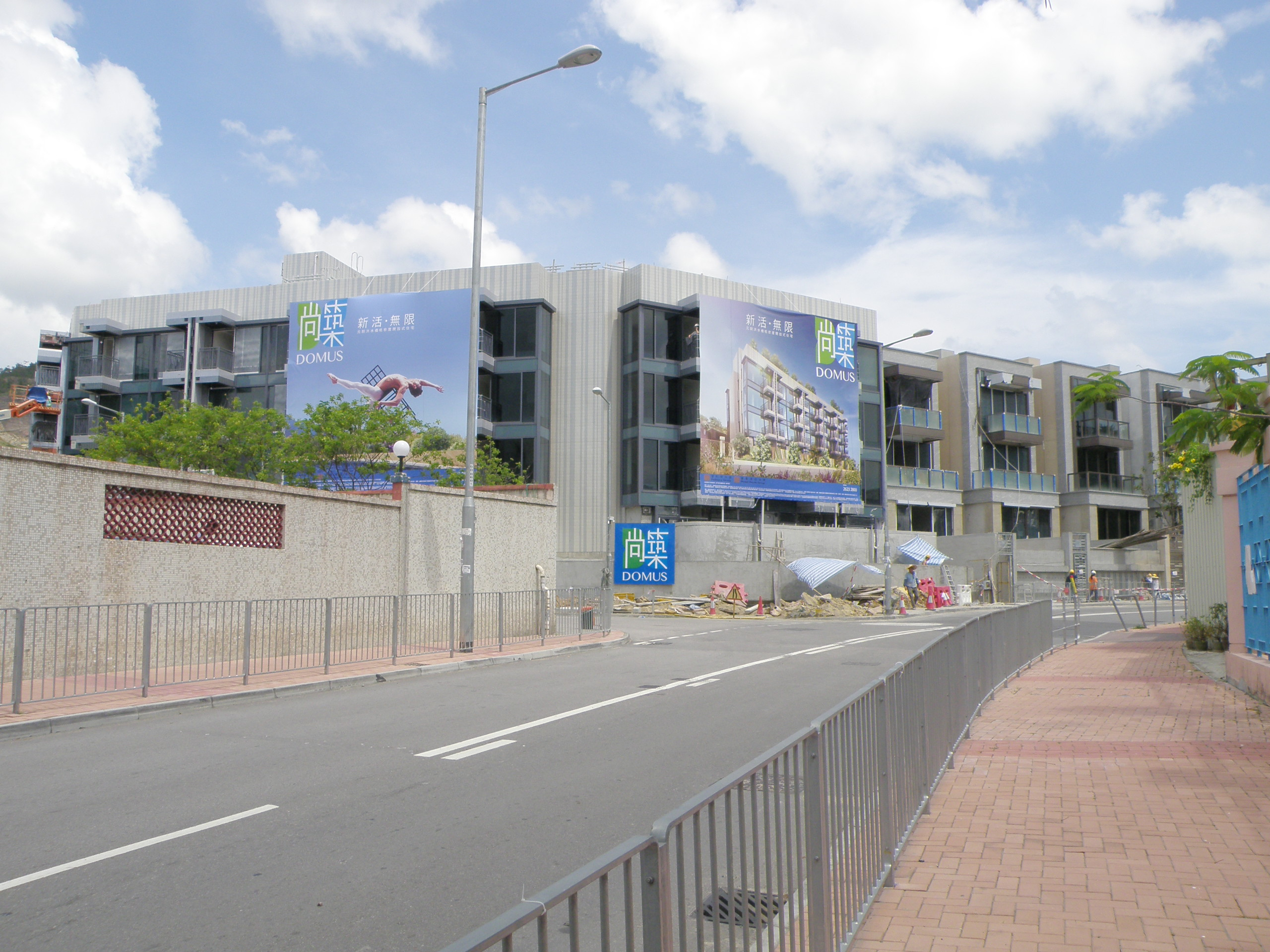
百利保控股旗下物業尚築

百利保控股有限公司（英語：PALIBURG HOLDINGS LIMITED，港交所：0617），簡稱百利保控股，於1993年由當時百利保國際控股有限公司重新設立控股公司，世紀城市國際控股有限公司為主要旗下。

## 簡介
現時業務在香港經營地產、酒店等業務，包括持有富豪酒店國際控股有限公司、四海地產國際集團有限公司、永恆策略投資有限公司、中國星集團有限公司等企業。主席為羅旭瑞，總部位於香港銅鑼灣怡和街68號11樓，而該股份則在1993年12月17日於港交所主板上市。
2013年9月18日百利保及富豪酒店以23.89888888億元投得沙田九肚第56A區的沙田市地段第578號的土地，地盤面積約為188042方呎，折合每呎僅6,837元，創同區新低，指定作私人住宅用途，最低及最高的樓面面積分別為209648方呎及349420方呎。

## 發展項目
- 屏山彩虹軒
- 洪水橋尚築
- 洪水橋富豪‧悅庭
- 沙田富豪‧山峯
- 長沙灣尚都
- 元朗雍翠豪園
- 馬鞍山We Go MALL
- 西營盤尚瓏
- 鴨脷洲南灣
- 長沙灣青山道291至293號（單號），地盤面積約2880平方呎，如以地積比率9倍重建發展，最高可建總樓面約25920平方呎
- 長沙灣青山道301及303號（二級歷史建築）

## 連結
- paliburg.com.hk （页面存档备份，存于）